# كيكزلا
الكيكزلا (الاسم العلمي: Kickxella) هو جنس من الفطريات يتبع فصيلة الكيكزلية من رتبة الكيكزليات.

## الأنواع
- كيكزلا مرمرية (الاسم العلمي: Kickxella alabastrina)
- كيكزلا كورتيسية (الاسم العلمي: Kickxella cortici)
- كيكزلا عقربية (الاسم العلمي: Kickxella scorpioidea)